# Christian Ghasarian
 (août 2025).
Christian Ghasarian, anthropologue français, est né à Paris en 1957.

## Biographie
Docteur en anthropologie sociale et culturelle en 1990 et titulaire en 1996 d'une habilitation à diriger des recherches.
Il a enseigné plusieurs années la parenté et les structures sociales à l'université de La Réunion, puis a effectué une recherche post-doctorale en qualité de Research Associate de 1992 à 1997 à l’Université de Californie-Berkeley.
Actuellement professeur à l'Université de Neuchâtel, et membre associé du Laboratoire d'anthropologie des institutions et des organisations sociales (LAIOS), créé par Marc Abélès, un des laboratoires réunis dans l'Institut interdisciplinaire d'anthropologie du contemporain.
Ses premières recherches ont été menées à l'île de La Réunion où il a étudié une communauté rurale de "petits-blancs" dans le village de Salazie (1982-1984) puis les normes et valeurs des originaires de l'Inde dans la société réunionnaise contemporaine (1986-1991). Il a ensuite travaillé sur les ajustements culturels et sociaux des migrants indiens aux États-Unis (1992-1996) puis les processus de légitimation et de rationalisation des pratiques ouvrières dans les chantiers du bâtiment en France (1996).
Ses recherches actuelles portent sur le multiculturalisme à La Réunion, les pratiques New Age (aux États-Unis et en Europe) et la construction des relations sociales en Polynésie française, précisément à Rapa iti (archipel des Australes). Il s'intéresse particulièrement aux interactions symboliques et à la phénoménologie sociale dans le cadre d'une anthropologie généralisée qui puisse conjuguer diverses approches théoriques et conceptuelles, sans allégeance particulière à celles-ci. Il a contribué à travers plusieurs publications aux débats critiques et réflexifs en anthropologie.

## Parmi ses publications

### Océan Indien
- Rôles & Enjeux. Approches d'Anthropologie Généralisée, coédité avec J.-P. Cambefort, Université de La Réunion, 1988.
- Honneur, Chance & Destin. La culture indienne à La Réunion, L'Harmattan, Paris, 1991.
- "Dieu Arrive! Possession rituelle et hindouisme populaire à La Réunion", Ethnologie Française. Mélanges', no 4, Tome 24, 1994.
- "Patrimoine culturel et ethnicité à La Réunion : dynamiques et dialogismes", Ethnologie française, juil –sept., no 3, 1999.
- "Reunion", in Melvin Ember & Carol Ember (eds), Countries and their cultures, New York, Macmillan Reference, New York, 2001, 2001.
- "La Réunion: Acculturation, Créolisation et reformulations identitaires", Ethnologie française, Outre-mer: Statuts, cultures, devenirs, oct.-déc. 2002/4.
- "L'"identité" en question à La Réunion", Faire Savoirs, "La Réunion. Regards contemporains sur un "laboratoire vivant", no 7, Marseille, 2008 http://www.amares.org/revue/07/index.html
- Anthropologies de La Réunion (sous la direction de), Édition des Archives Contemporaines, Paris, 2008.
- "Power and beliefs in Reunion Island", in S. Moorthy & A. Jamal (ed.), Indian Ocean Studies. Cultural, social, and Political Perspectives, Routledge, 2009.
- "Dire La Réunion (Quoi ? Comment ? Pour quoi ?...)", in L. Pourchez (ed.), Créolité, créolisation, regards croisés, Ed. des Archives Contemporaines, 2013.

### Polynésie
- "Le four de terre en Polynésie: une technique traditionnelle dans une société en mutation", Bulletin de la Société des Etudes Océaniennes, Tahiti, no 256-257, Tome XXI, 7 & 8, mars-octobre, 1978.
- "Droit coutumier et législation française à Rapa: les enjeux d'une traduction", écrit avec T. Bambridge, in Droit et culture, Traduction & droits, no 44, L'Harmattan, 2002.
- La cuisson au four de terre en Polynésie Française, Cahiers du Patrimoine 7, Ministère de la Culture de la Polynésie française, Tahiti, 2004.
- "Le développement en question en Polynésie française", écrit avec T. Bambridge & P. Geslin, Journal des Océanistes, Paris, no 119, Paris, 2005.
- "Art oratoire et citoyenneté participative à Rapa (Polynésie française)", in C. Neveu (Ed.), Cultures et pratiques participatives. Perspective comparatives, L’Harmattan, 2007.
- "‘The land belongs to everyone’. The Unstable Dynamic of Unrestricted Cognatic Descent in Rapa, French Polynesia", écrit avec Allan Hanson, Journal of Polynesian Research, The Polynesian Society, The University of Auckland, New Zealand, vol. 116, no 1, 2007.
- Légendes de Rapa Iti, écrit avec Alfred Make et Rosine Oitokaia, Édition Au Vent des îles, Tahiti, 2008.
- "Protections of Natural Ressources Through a Sacred Prohibition: the rahui on Rapa iti", in T. Bambridge (ed.), The Rahui. Legal pluralism in Polynesian traditional management of resources and territories, Anu Press, The Australian National University, Canberra, 2016.
- Rapa. île du bout du monde, île dans le monde, Demopolis, Paris, 2014.
- Rapa. Une île du Pacifique dans l'Histoire, Editions Gingko &'Api Tahiti Editions, 2016.
- Ethnologie de l'île de Rapa. 1921, John stokes, traduit et édité par Christian Ghasarian, 2021.

### États-Unis
- "Dharma and social mobility: the value of hierarchy among Asian Indians in the United States", A Gathering of Voices on the Asian American Experience, Press, Fort Artkinson, Wisconsin, USA, 1994.
- "Caste no bar. A study of matrimonial advertisements in Indian magazines in California", South Asia, Vol. XVII, no 2, New England, Australie, 1994.
- "Education and its Consequences: Value conflicts in an immigrant community", Social Education, 59(2), Washington, DC, USA, 1995.
- "The Asian Indian community in Northern California: cultural continuities and reformulations in new social contexts", The Multicultural Review, Vol. 4, no 4, Wesport, Connecticut, USA, 1995.
- "Cultural experimentation in Berkeley", Urban Anthropology, Vol. 25, no 1, New York, USA, 1996.
- "Inter-culture-net: pratiques transculturelles en solitaire au sein du village global", Culture, Vol. XVI, no 3, Canada, 1996.
- "Individualisme de masse en Californie", Le Monde Diplomatique, juillet, Paris, 2007.
- "Vivre dans un monde de possibilités. Une version New Age d'un mythe américain", in A. Raulin & S. Roger (eds), Parallaxes transatlantiques. Vers une anthropologie réciproque, Editions du CNRS, 2012.

### New Age
- "Santé alternative et New Age à San Francisco", in R. Massé & J. Benoist (eds), Convocations thérapeutiques du sacré, Khartalla, 2002.
- "Réflexions sur les rapports corps/conscience /esprit(s) dans les représentations et pratiques néo-shamaniques", in O. Schmitz (éd.), Les médecines en parallèle : multiplicité des recours aux soins en Occident, Karthala, 2006.
- "Explorations néo-shamaniques en terra icognita de l’anthropologie", in S. Baud & N. Midol (eds), La conscience dans tous ses états. Approches anthropologiques et psychiatriques : cultures et thérapies, Masson, 2009.
- Des plantes psychotropes. Initiations, thérapies et quêtes de soi, coédité avec Sébastien Baud, Imago, Paris, 2010.
- "Introspections néo-shamaniques au travers du San Pedro", in S. Baud & C. Ghasarian (eds), Des plantes psychotropes. Initations, therapies et quêtes de soi, Imago, 2010.
- "Journeys to the Inner Self : Neo-Shamanism and the Search for Authenticity in Contemporary New Age Travel Practice", in M. di Giovine & D. Picard (eds), Tourism & the Power of Otherness. Seductions of Difference, Bristol, Angleterre, 2014.

### Épistémologies
- "L'anthropologie américaine en son miroir", L'Homme, no 131, 1994.
- "Les désarrois de l’ethnographe", L'Homme, no 143, juillet-sept., 1997.
- "À propos des épistémologies post-modernes", Ethnologie française, sept-dec., no 4, 1998.
- De l'ethnographie à l'anthropologie réflexive. Nouveaux terrains, nouvelles pratiques, nouveaux enjeux (Sous la direction de), Armand Colin, Paris, 2002.
- "Prendre les investissements humains au sérieux", Neuf pensées pour l'anthropologie du XXIe siècle, in M-O. Gonzeth, J. Hainard & R. Kaehr, Cent ans d'ethnographie sur la colline de Saint-Nicolas 1904-2004, Musée d'Ethnographie de Neuchâtel, Suisse, 2004.
- "Anthropologie post-moderne", Encyclopedia Universalis, Dictionnaire des Idées, Paris, 2005.
- "Entre problématisation et doute réflexif. Apports critiques et déterminismes des études post-coloniales", in La situation post-coloniale. Les post-colonial studies dans le débat français, Marie-Claude Smouts (ed.), préface de Georges Balandier, Presses de la Fondation Nationale des Sciences Politiques, 2007.

### Divers
- Introduction à l'étude de la parenté, Col. Points Essais, Seuil, 1996.
- Tamoul pour débutants, 3 volumes: Grammaire (124p), Leçons (243p); Lexiques thématiques (121p), Librairie Orientaliste Paul Geuthner, Paris, 1996.
- "La ‘vanne’ et la ‘pression’. Ethnographie d’un chantier de la région de Marseille", Ethnologie française, octobre – décembre 1999.
- Tensions & résistances. Une ethnographie des chantiers en France, Collection Applications de l’Anthropologie, Octares Éditions, 2001.
- "Un terrain de 39 heures... Réflexions dialogiques sur l’ethnologie en entreprise", écrit avec Philippe Erikson, in C. Ghasarian (ed.) De l'ethnographie à l'anthropologie réflexive. Nouveaux terrains, nouvelles pratiques, nouveaux enjeux (Sous la direction de), Armand Colin, Paris, 2002.
- "L'exotique ici, le familier ailleurs", Lévi-Strauss et la Pensée Sauvage, Le Nouvel observateur (Hors série), juillet-août, 2003.
- "Rendement et qualité du travail dans les chantiers du bâtiment en France. Un regard ethnographique", in L. Tissot (ed.), Cahiers d'histoire du mouvement ouvrier. Dossier Histoire du travail, Lausanne, Édition d'En bas, 2006.
- Le virus, le pouvoir et le sens, co-écrit avec Patrick Gaboriau, Editions L’Harmattan, Paris, 2020.